# قهرمان (فیلم ۱۹۴۹)
قهرمان (انگلیسی: Champion) یک فیلم نوآر ورزشی ۹۹ دقیقه‌ای به کارگردانی مارک رابسون و با بازی کرک داگلاس و مریلین مکسول محصول سال ۱۹۴۹ کشور ایالات متحده است.